# Beaumont-du-Ventoux
Beaumont-du-Ventoux je francouzská obec v departementu Vaucluse v regionu Provence-Alpes-Côte d'Azur. V roce 2011 zde žilo 309 obyvatel. Obec leží pod horou Mont Ventoux.

## Sousední obce
Bédoin, Malaucène, Saint-Léger-du-Ventoux

## Vývoj počtu obyvatel
Počet obyvatel